# Synanthedon fatifera
Synanthedon fatifera is een vlinder uit de familie wespvlinders (Sesiidae), onderfamilie Sesiinae.
Synanthedon fatifera is voor het eerst wetenschappelijk beschreven door Hodges in 1963. De soort komt voor in het Nearctisch gebied.